# Кіхорна
Кіхорна (ісп. Quijorna) — муніципалітет в Іспанії, у складі автономної спільноти Мадрид. Населення — 2850 осіб (2010).
Муніципалітет розташований на відстані близько 29 км на захід від Мадрида.
На території муніципалітету розташовані такі населені пункти: (дані про населення за 2010 рік)
- Пералес-де-Мілья: 0 осіб
- Кіхорна: 2842 особи
- Лос-Моралес: 8 осіб

## Демографія
Динаміка населення (INE ):

## Галерея зображень

Розташування муніципалітету у автономній спільноті Мадрид